# Vodno, Silistra
Vodno (în bulgară Водно, în română Suiutciuc) este un sat în comuna Dulovo, regiunea Silistra, Dobrogea de Sud, Bulgaria. 
Între anii 1913-1940 a făcut parte din plasa Accadânlar a județului Durostor, România. Lângă localitate a mai existat o așezare (azi dispărută) numită Duraclar în timpul administrației românești.

## Demografie
Componența etnică a satului Vodno
     Turci (69,97%)
     Bulgari (1,58%)
     Nicio identificare (28,44%)
     Altele (0,33%)
La recensământul din 2011, populația satului Vodno era de 886 locuitori. Din punct de vedere etnic, majoritatea locuitorilor (69,97%) erau turci, cu o minoritate de bulgari (1,58%). Pentru 28,44% din locuitori nu este cunoscută apartenența etnică.